# Shetland (TV-serie)
Shetland (finländsk TV: Morden på Shetlandsöarna) är en brittisk kriminalserie från 2013 baserad på en serie böcker av Ann Cleeves med Douglas Henshall i rollen som poliskommissarie Jimmy Perez.
Serien hade premiär på BBC One den 10 mars 2013 och svensk premiär på SVT1 den 9 januari 2015. Serien spelas in i Skottland och på Shetlandsöarna.

## Säsonger
| Säsong | Antal avsnitt | Ursprungligt sändningsdatum         |
| ------ | ------------- | ----------------------------------- |
| 1      | 2             | 10 – 11 mars 2013                   |
| 2      | 6             | 11 mars – 15 april 2014             |
| 3      | 6             | 15 januari – mars 2016              |
| 4      | 6             | 13 februari – 20 mars 2018          |
| 5      | 6             | 12 februari 2019 – 19 mars 2019     |
| 6      | 6             | 20 oktober 2021 – 24 november 2021  |
| 7      | 6             | 10 augusti 2022 – 14 september 2022 |
| 8      | 6             | 29 november 2023 – 6 december 2023  |
| 9      | 6             | 6 november 2024 – 11 december 2024  |
| 10     | ?             | 2025 (TBR)                          |

## Rollista i urval
| Douglas Henshall | – Jimmy Perez, kriminalinspektör          |
| Alison O'Donnell | – Alison "Tosh" MacIntosh, polisinspektör |
| Steven Robertson | – Sandy Wilson, polisassistent            |
| Lewis Howden     | – Billy McCabe, polisinspektör            |
| Stewart Porter   | – Billy McBride, polisinspektör           |
| Erin Armstrong   | – Cassie Perez, Jimmys styvdotter         |
| Mark Bonnar      | – Duncan Hunter, Cassies biologiska far   |
| Anne Kidd        | – Cora McLean, rättsläkare                |
| Julie Graham     | – Rhona Kelly, fiskal                     |